# Apolysis formosa
Apolysis formosa är en tvåvingeart som först beskrevs av Cresson 1915.  Apolysis formosa ingår i släktet Apolysis och familjen svävflugor.
Artens utbredningsområde är New Mexico. Inga underarter finns listade i Catalogue of Life.